# Polyptychus anochus
Polyptychus anochus là một loài bướm đêm thuộc họ Sphingidae. Loài này có ở Sierra Leone tới Nigeria và the Congo.
Sải cánh khoảng 30–33 mm.

## Phân loài
- Polyptychus anochus anochus
- Polyptychus anochus margo Pierre & Basquin, 2005 (miền trung African Republic)[2]